# Acacia mearnsii
Acácia-negra (nome científico: Acacia mearnsii) é uma espécie de leguminosa do gênero Acacia, pertencente à família das fabáceas (Fabaceae), endêmica do sudeste da Austrália. Geralmente é uma árvore ereta com casca lisa, folhas bipinadas e cabeças esféricas de flores perfumadas amarelo pálido ou creme, seguidas de vagens pretas a marrom avermelhadas. Em algumas outras partes do mundo, é considerada uma espécie invasora. Conta em primeiro lugar na lista 100 das espécies exóticas invasoras mais daninhas do mundo e na Lista de espécies invasoras no Brasil.

## Descrição
A acácia-negra é um arbusto ou árvore ereta que normalmente cresce a uma altura de dez metros (33 pés) e tem casca lisa, às vezes ondulada na base de espécimes antigos. As folhas são bipinadas com sete a 31 pares de pinas, cada uma com 25 a 78 pares de pinas. Há uma glândula esférica de até oito milímetros (0,31 polegadas) abaixo do par mais baixo de pínulas. As flores perfumadas estão dispostas em cabeças esféricas de vinte a quarenta e são amarelas pálidas ou de cor creme, as cabeças em pedúnculos peludos de dois a oito milímetros (0,079 a 0,315 polegadas) de comprimento. A floração ocorre principalmente de outubro a dezembro e vagens pretas a marrom-avermelhadas, de 30–150 milímetros (1,2–5,9 polegadas) de comprimento e 4,5–8 milímetros (0,18–0,31 polegadas) de largura, se desenvolvem de outubro a fevereiro.

## Taxonomia
O naturalista belga Émile Auguste Joseph De Wildeman descreveu a acácia-negra em 1925 em seu livro Plantae Bequaertianae. A espécie recebeu o nome do naturalista americano Edgar Alexander Mearns, que coletou o tipo de um espécime cultivado na África Oriental. Juntamente com outras acácias bipinadas, é classificada na seção Botrycephalae dentro do subgênero Phyllodineae no gênero Acacia. Uma análise do DNA genômico e do cloroplasto, juntamente com caracteres morfológicos, descobriu que a seção é polifilética, embora as relações próximas de muitas espécies não tenham sido resolvidas. A acácia-negra parece estar mais intimamente relacionada com A. dealbata, A. nanodealbata e A. baileyana.

## Distribuição e habitat
A acácia-negra é nativa do sudeste da Austrália e da Tasmânia, mas foi introduzida na América do Norte, América do Sul, Ásia, Europa, ilhas do Pacífico e Índico, África e Nova Zelândia. Em algumas regiões, as plantas introduzidas desta espécie são consideradas uma erva daninha, pois ameaçam os habitats nativos ao competir com a vegetação nativa, substituindo as comunidades de gramíneas, reduzindo a biodiversidade nativa e aumentando a perda de água das zonas ribeirinhas. Na África, compete com a vegetação local por nitrogênio e recursos hídricos, que são particularmente escassos em certas regiões, colocando em risco a subsistência de milhões de pessoas.
Na sua área nativa, a acácia-negra é uma árvore de floresta alta e florestas em regiões subtropicais e temperadas quentes. Na África, a espécie cresce em áreas perturbadas, pastagens/campos, zonas ribeirinhas, áreas urbanas, cursos de água e habitats mésicos a uma altitude entre 600-1700 metros. Na África cresce numa variedade de climas, incluindo climas temperados quentes e secos e climas tropicais úmidos. Relata-se que tolerar uma precipitação anual entre 66 a 228 centímetros (26 a 90 polegadas), uma temperatura média anual de 14,7 a 27,8 ° C (58,5 a 82,0 ° F) e um pH de 5,0 - 7,2. A acácia-negra não cresce bem em solos muito secos e pobres.

## Ecologia na Austrália
A acácia-negra produz grande número de sementes pequenas que não são dispersas ativamente e pode rebrotar de brotos basais após um incêndio. Ela também gera numerosos sugadores que resultam em matagais consistindo de clones. As sementes podem permanecer viáveis por até 50 anos. A acácia-negra desempenha papel importante no ecossistema da Austrália. É usada de como planta hospedeira larval e fonte de alimento por Jalmenus evagoras. O povo ngunnawal do Território da Capital Australiana usa a goma como alimento e para fazer cimento (quando misturado com cinzas) e para garantir o suprimento de seiva, sua casca é cortada no outono. A casca também era usada para fazer corda grossa e barbante, e costumava ser infundida em água para fazer um remédio para indigestão.
As formigas colhem suas sementes, atraídas pelo elaiossoma carnoso e rico em óleo (ou talo da semente), que enterram e armazenam em locais amplamente dispersos. Essas sementes são enterradas prontas para germinar com as próximas chuvas. No entanto, um "inseto comedor de sementes de acácia" que gosta de refeições líquidas usando seu injetor semelhante a probóscide para perfurar a testa e sugar o embrião, muitas vezes reduz a viabilidade da semente. Suas sementes também são potencialmente distribuídas após consumo e excreção por roedores, pássaros e gado; por ação humana, que coletar vegetação pode indiretamente espalhar sementes; pela movimentação do solo e por cursos d'água.

## Química
Leucofisetinidina, um flavan-3,4-diol (leucoantocianidina) e um monômero dos taninos condensados chamados profisetinidinas podem ser extraídos do cerne de A. mearnsii.